# Касандар
Касандар (грч. Κάσσανδρος []; око 355. п.н.е. - 297. п.н.е.) је био краљ  старогрчког краљевства Македоније од 305. пре Христа до 297. п.н.е. и де факто владар јужне Грчке од 317. п.н.е. до своје смрти. Био је најстарији син Антипатера. Касандар се фокусирао на јачање северних граница и економски развој, док је оснивао или обнављао неколико градова (укључујући Солун, Касандрију и Тебу); међутим, његова немилосрдност у обрачуну са политичким непријатељима компликује процене његове владавине.
Први записи о њему описују га на двору Александра Великог, где брани свог оца од лажних оптужби.

## Рана историја
Касандру је у младости предавао филозоф Аристотел на Лицеју у Македонији. Школовао се заједно са Александром Великим у групи која је укључивала Хефестиона, Птоломеја и Лизимаха. Чланови његове породице су били далеки колатерални рођаци династије Аргијада.
Први пут је забележено да је Касандар стигао на двор Александра Великог у Вавилон 323. п.н.е, где га је послао његов отац Антипатер, највероватније да помогне у одржавању Антипатровог регентства у Македонији, иако је каснији савременик који је био непријатељски расположен према Антипатридима сугерисао да Касандар је отпутовао на двор да отрује краља. Касандар је напустио Александров двор или непосредно пре или после краљеве смрти у јуну 323. п.н.е, не играјући никакву улогу у непосредним борбама за власт над царством. Касандар се вратио у Македонију и помагао у владавини свог оца, а касније га је Антипатер доделио Антигони за хилијарха од 321. до 320. године, вероватно да надгледа његове активности.

## Сукоб око насљедства
После смрти његова оца Антипатера 319. п. н. е. почиње други рат дијадоха. Антипатер у опоруци прескаче Касандра као сина и предаје краљевство Полиперхону, вероватно да не би узнемирио друге дијадохе династичким амбицијама, али можда и због Касандрових сопствених амбиција. Између Касандара и Полиперхона зато избија сукоб у који се други мешају. Касандру помажу Птолемеј и Антигон. Полиперхону помаже Еумен. Полиперхон је потиснут из Македоније и бежи у Епир заједно са Александровим сином, краљем дететом, Александром IV.
У Епиру добијају помоћ мајке Александра Македонског Олимпије, па освајају Македонију 317. п. н. е. Убрзо Касандар поново контролише Македонију и краља дете. Мајку Александра Македонског Олимпију је заробио, а убија је 316. п. н. е. Касандар убија Роксану, жену Александра Македонског 310. п. н. е. Сина Александра Македонског убија 309. п. н. е. и тиме је прекинута династија, која је владала Македонијом неколико векова.

## Борбе против Антигона и Деметрија
Касандар постаје краљ Македоније 305. п. н. е. Међутим Деметрије Полиоркет је после опсаде Родоса имао слободне руке да ослобађа грчке градове од Касандра. 304. п.н.е, Антигон Монофталмос послао је свог сина Деметрија Полиоркета да помогне Атини против Касандра. Деметрије Полиоркет је успео да отера Касандра из централне Грчке и формира хеленски савез грчких градова, да се одбране првенствено од Касандара. Касандар се налазио скоро пред поразом, па је молио мир, али Антигон то одбија.
Деметрије напада Тесалију, али ту су се водиле неодлучне битке. Касандар позива савезнике у помоћ. Лизимах напада Малу Азију, па Деметрије мора напустити Тесалију. Лизимах, Касандар, Селеук и Птолемеј склапају савез 302. п. н. е. и нападају Антигона и Деметрија. Када је Антигон изгубио и живот и битку код Ипса 301. п. н. е. Касандар више није угрожен као краљ Македоније. Међутим, имао је мало времена да ужива у томе, умро је од хидропсије 297. п.н.е.

## Изградио је градове
Обновио је Тебу након уништења од стране Александра Македонског. Изградио је нови град Касандреју на рушевинама Потидеје, као и град Антипатреју у долини Аспроса. Град Терме претвара у Тесалоники (Солун).